# Volkswagen Touareg R50
De Volkswagen Touareg R50 is een SUV van de Duitse automobielconstructeur Volkswagen. Het is een sportieve versie van de Volkswagen Touareg en na de Golf R32 en de Passat R36 het derde R-model in de Volkswagen R-lijn. De aandrijving gebeurt door dezelfde V10-motor als in de Touareg V10 TDI, alleen levert de motor hier 350 pk.

## Prestaties
De auto gaat van 0 tot 100 km/h in 6,7 seconden (test door Autoreview: 6,6 seconden). Dit is zeer snel voor een auto die volgens de constructeur meer dan 2,2 ton weegt, maar in de realiteit (test Autoreview: 2.440 kg) tot zelfs 2,5 ton kan wegen. Door het hoge gewicht en de vrij hoogtoerige V10 is het dan ook normaal dat het normverbruik 13,9 l/100 km bedraagt (1 liter/7,2 km). De emissie is ook vrij hoog met een CO2-uitstoot van 332 g/km.
De tiencilinder in V levert 257 kW (350 pk), een koppel van 850 Nm en sprint van 0 tot 100 km/u in 6,6 seconden. Zijn top ligt bij 235 km/u.

## Concurrentie
Binnen deze prestatieklasse van de SUV's is er zeer weinig tot geen concurrentie. De Audi Q7 V12 TDI is een van de weinige. Deze is met 500 pk en 1.000 Nm nog krachtiger dan de Touareg R50. Minder krachtige diesels zijn de Audi Q7 4.2 TDI, de Range Rover TDV8 en de Toyota Land Cruiser 100 4.2 D-4D. Aan benzinezijde zijn er de BMW X5 4.8si en de minder krachtige Audi Q7 4.2 FSI. Mercedes heeft met de Mercedes-Benz ML 63 AMG en de ML 500 stevige concurrentie qua prestaties, maar het gaat om benzine. Hetzelfde geldt voor de Porsche Cayenne.